# Episodi de I Thunderman in missione
La prima stagione della serie televisiva I Thunderman in missione viene trasmessa negli Stati Uniti dall'11 gennaio 2025 su Nickelodeon.
In Italia viene trasmessa per la prima volta dal 4 marzo 2025 su Nickelodeon.
| n° | Codice di prod. | Titolo originale                | Titolo italiano                     | Prima TV USA     | Prima TV Italia |
| -- | --------------- | ------------------------------- | ----------------------------------- | ---------------- | --------------- |
| 1  | 101             | Thundercover                    | Missione in incognito               | 11 gennaio 2025  | 4 marzo 2025    |
| 2  | 102             | Faulty Powers                   | Poteri fuori controllo              | 22 gennaio 2025  | 11 marzo 2025   |
| 3  | 103             | Bummer School                   | Sfortuna scolastica                 | 29 gennaio 2025  | 4 marzo 2025    |
| 4  | 104             | The Parent Zap                  | Doppi genitori                      | 5 febbraio 2025  | 11 marzo 2025   |
| 5  | 105             | Save the Date                   | L'appuntamento                      | 12 febbraio 2025 | 18 marzo 2025   |
| 6  | 106             | Cherry Bad Things               | Il pericolo Cherry                  | 26 febbraio 2025 | 18 marzo 2025   |
| 7  | 107             | Not so Fast and Furious         | Non così veloce!                    | 5 marzo 2025     | 25 marzo 2025   |
| 8  | 108             | For Your Spies Only             | Un covo di spie                     | 12 marzo 2025    | 25 marzo 2025   |
| 9  | 109             | No Friend in Sight              | Un'amica per due                    | 19 marzo 2025    | 2 aprile 2025   |
| 10 | 110             | All About Steve                 | L'amico Steve                       | 26 marzo 2025    | 1 aprile 2025   |
| 11 | 111             | Tide and Prejudice              | Alta Marea                          | 2 aprile 2025    | 6 aprile 2025   |
| 12 | 112             | Prank You, Next                 | Uno scherzo dopo l'altro            | 9 aprile 2025    | 25 aprile 2025  |
| 13 | 113             | From Dust Till Dawn             | Stardust                            | 16 aprile 2025   | 1 aprile 2025   |
| 14 | 114             | Summer of Secrets               | Segreti d'estate                    | 17 luglio 2025   | 14 luglio 2025  |
| 15 | 115             | I Know What You Did This Summer | So cos'hai fatto questa estate      | 17 luglio 2025   | 15 luglio 2025  |
| 16 | 116             | The Summer I Turned Giddy       | L'estate in cui ho ristretto Gideon | 24 luglio 2025   | 16 luglio 2025  |
| 17 | 117             | A Midsummer Night's Scheme      | Piano di una notte di mezza estate  | 24 luglio 2025   | 17 luglio 2025  |
| 18 | 118             | Cruel Summer                    | Un'estate crudele                   | 31 luglio 2025   | 18 luglio 2025  |
| 19 | 119             | Endless Summer                  | Estate senza fine                   | 31 luglio 2025   | 19 luglio 2025  |
| 20 | 120             |                                 |                                     |                  |                 |
| 21 | 121             |                                 |                                     |                  |                 |
| 22 | 122             |                                 |                                     |                  |                 |
| 23 | 123             |                                 |                                     |                  |                 |
| 24 | 124             |                                 |                                     |                  |                 |
| 25 | 125             |                                 |                                     |                  |                 |
| 26 | 126             |                                 |                                     |                  |                 |